# Divizia B 1940–1941
1940-1941 Divizia B a fost al șaptelea sezon al celui de-al doilea nivel al sistemului de ligi ale fotbalului românesc.
Liga a inclus 26 de echipe împărțite în trei serii regionale. Multe schimbări în compoziția seriilor au fost cauzate de începutul celui de-al Doilea Război Mondial]. A fost ultimul sezon oficial al Diviziei B până în 1946, când a fost reluată liga. Sezoanele jucate în timpul celui de-al Doilea Război Mondial nu sunt considerate oficiale. De asemenea, promovările și retrogradările nu au fost fezabile în acest sezon deoarece Divizia A și Divizia C au fost și ele suspendate pentru următorii 5 ani.

## Schimbări de echipe

România între 7 septembrie 1940 și 2 iulie 1941.

| În Divizia B Promovate din campionatele districtuale Ateneul Tătărași Iași CFR Brașov CFR Timișoara Crișana CFR Arad Metalosport Călan Olympia București Politehnica Timișoara Rapid Timișoara Vitrometan Mediaș Retrogradate din Divizia A CAM Timișoara Juventus București | Din Divizia B Retrogradate în campionatele districtuale Astra-Metrom Brașov SS Doc Galați Victoria CFR Iași Sparta Mediaș Promovate în Divizia A Ploiești Mica Brad Universitatea Cluj Craiova Brăila Gloria Arad |

### Echipe excluse
AMEF Arad a fost exclus din Divizia A și înlocuit cu Gloria Arad. De asemenea, echipa nu a început sezonul 1940–41 Divizia B după ce a fost dizolvată de regimul legionar.
CAM Timișoara a fost exclus în mod abuziv din Divizia A și a fost obligat să joace în Divizia B, pentru că era un club de fotbal muncitoresc.
Feroemail Ploiești a fost exclus, fiind o altă victimă a legii regimului de interzicere a echipelor de muncitori.
Maccabi București, club sportiv, reprezentând Comunitatea evreiască a fost exclus din toate competițiile oficiale de același regim legionar, care a adoptat politici antisemite.

### Alte echipe
CA Oradea, Crișana Oradea, CS Târgu Mureș, Mureșul Târgu Mureș, Olimpia CFR Satu Mare, Oltul Sfântu Gheorghe, Stăruința Oradea, Victoria Carei și Victoria Cluj s-au mutat în sistemul ligii maghiare de fotbal datorită Dictatului de la Viena care a fost semnat la 30 august 1940, teritoriul Nordul Transilvaniei fiind atribuit din România Ungariei.
Universitatea Cluj a fost promovat în Divizia A în locul Crișana Oradea, chiar dacă Al Doilea Premiu Viena vizează și Cluj-Napoca pe teritoriul Transilvaniei de Nord, Universitatea a refuzat să joace în Ungaria și s-a mutat la Sibiu, fiind redenumită Universitatea Cluj-Sibiu.
Dragoș Vodă Cernăuți și Muncitorul Cernăuți (Bucovina de Nord), Maccabi Chișinău, Nistru Chișinău și Traian Tighina (Basarabia) nu au mai avut voie să joace în sistemul ligii românești de fotbal din cauza ocupării sovietice a Basarabiei și Bucovinei de Nord în perioada 28 iunie – 4 iulie 1940, care a avut ca rezultat anexarea regiunii de către sovietici.

## Clasamentele ligii

### Seria I
| Loc | Echipa                 | MJ | V  | E | Î  | GM | GP | DG  | Pct | Calificare |
| --- | ---------------------- | -- | -- | - | -- | -- | -- | --- | --- | ---------- |
| 1   | CFR Turnu Severin (C)  | 18 | 12 | 3 | 3  | 50 | 30 | +20 | 27  |            |
| 2   | SSM Reșița             | 18 | 12 | 2 | 4  | 49 | 24 | +25 | 26  |            |
| 3   | Electrica Timișoara    | 18 | 10 | 3 | 5  | 43 | 20 | +23 | 23  |            |
| 4   | Rapid Timișoara        | 18 | 10 | 3 | 5  | 53 | 27 | +26 | 23  |            |
| 5   | Chinezul Timișoara     | 18 | 9  | 2 | 7  | 47 | 37 | +10 | 20  |            |
| 6   | CFR Timișoara          | 18 | 7  | 4 | 7  | 35 | 37 | −2  | 18  |            |
| 7   | Vulturii Textila Lugoj | 18 | 7  | 1 | 10 | 31 | 55 | −24 | 15  |            |
| 8   | Crișana CFR Arad       | 18 | 5  | 1 | 12 | 32 | 57 | −25 | 11  |            |
| 9   | Politehnica Timișoara  | 18 | 4  | 1 | 13 | 32 | 54 | −22 | 9   |            |
| 10  | CAM Timișoara          | 18 | 2  | 4 | 12 | 26 | 57 | −31 | 8   |            |

### Serie II
| Loc | Echipa             | MJ | V  | E | Î  | GM | GP | DG  | Pct | Calificare |
| --- | ------------------ | -- | -- | - | -- | -- | -- | --- | --- | ---------- |
| 1   | Jiul Petroșani (C) | 14 | 10 | 1 | 3  | 53 | 22 | +31 | 21  |            |
| 2   | IS Câmpia Turzii   | 14 | 7  | 6 | 1  | 40 | 16 | +24 | 20  |            |
| 3   | CFR Brașov         | 14 | 7  | 3 | 4  | 33 | 24 | +9  | 17  |            |
| 4   | Metalosport Călan  | 14 | 7  | 2 | 5  | 23 | 31 | −8  | 16  |            |
| 5   | CFR Simeria        | 14 | 7  | 2 | 5  | 31 | 28 | +3  | 16  |            |
| 6   | Minerul Lupeni     | 14 | 5  | 3 | 6  | 27 | 27 | 0   | 13  |            |
| 7   | Vitrometan Mediaș  | 14 | 2  | 4 | 8  | 25 | 45 | −20 | 8   |            |
| 8   | Cimentul Turda     | 14 | 0  | 1 | 13 | 2  | 41 | −39 | 1   |            |

### Serie III
| Loc | Echipa                 | MJ | V  | E | Î  | GM | GP | DG  | Pct | Calificare |
| --- | ---------------------- | -- | -- | - | -- | -- | -- | --- | --- | ---------- |
| 1   | Juventus București (C) | 14 | 12 | 1 | 1  | 86 | 17 | +69 | 25  |            |
| 2   | Franco-Româna Brăila   | 14 | 8  | 2 | 4  | 36 | 21 | +15 | 18  |            |
| 3   | Constanța              | 14 | 6  | 4 | 4  | 29 | 44 | −15 | 16  |            |
| 4   | Turda București        | 14 | 6  | 2 | 6  | 34 | 36 | −2  | 14  |            |
| 5   | Olympia București      | 14 | 5  | 3 | 6  | 34 | 37 | −3  | 13  |            |
| 6   | Dacia VA Galați        | 14 | 3  | 4 | 7  | 21 | 42 | −21 | 10  |            |
| 7   | Prahova Ploiești       | 14 | 3  | 3 | 8  | 23 | 41 | −18 | 9   |            |
| 8   | Ateneul Tătărași Iași  | 14 | 3  | 1 | 10 | 24 | 49 | −25 | 7   |            |